# Mimizuka

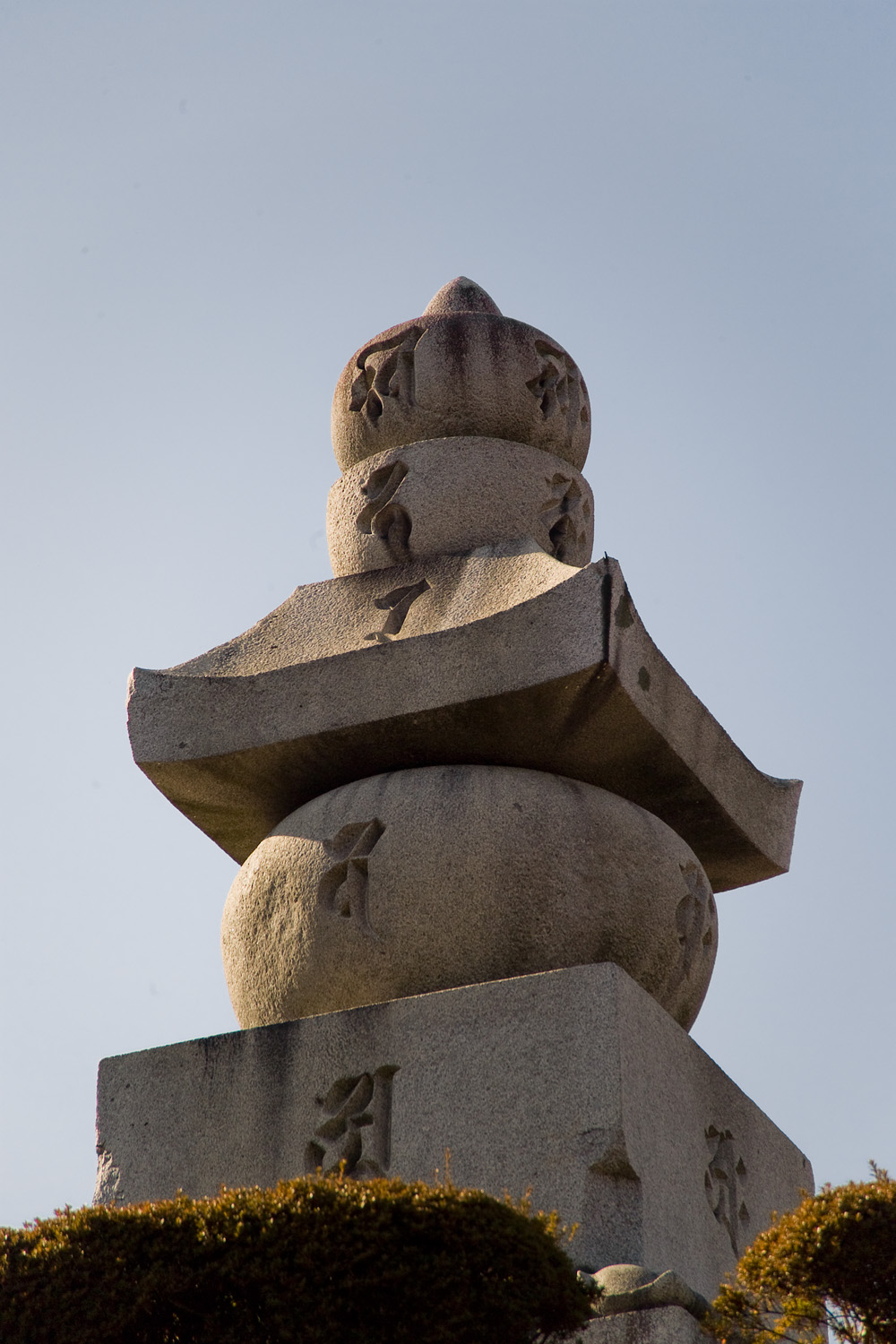
Monumento de Mimizuka

O Mimizuka (耳塚, "Monte das Orelhas", frequentemente traduzido como "Tumba das Orelhas") , uma alteração do original Hanazuka (鼻塚, "Monte dos Narizes")  é um monumento em Kyoto, Japão, dedicado aos narizes cortados de soldados e civis coreanos mortos, bem como das tropas chinesas Ming  tomadas como troféus de guerra durante as invasões japonesas da Coreia de 1592 a 1598. O monumento consagra os narizes decepados de pelo menos 38.000 coreanos mortos durante as invasões de Toyotomi Hideyoshi. O santuário está localizado a oeste do Santuário Toyokuni, o santuário xintoísta em homenagem a Hideyoshi em Kyoto.

## História
Tradicionalmente, os guerreiros japoneses traziam de volta as cabeças dos inimigos mortos no campo de batalha como prova de seus feitos. A coleta de narizes em vez de cabeças tornou-se uma característica da segunda invasão coreana. :p. 195 Originalmente, a remuneração era paga aos soldados por seus comandantes daimyō com com base nas cabeças decepadas após a apresentação às estações de coleta, onde os inspetores contavam, registravam, salgavam e embalavam meticulosamente as cabeças com destino ao Japão.  No entanto, devido ao número de civis mortos junto com os soldados e às condições de superlotação nos navios que transportavam as tropas, era muito mais fácil trazer apenas narizes em vez de cabeças inteiras. Hideyoshi insistia especialmente em receber narizes de pessoas que seu samurai havia matado como prova de que seus homens realmente estavam matando pessoas na Coréia.

Cronistas japoneses na segunda campanha de invasão mencionam que as orelhas cortadas dos rostos dos massacrados também eram de civis comuns  principalmente nas províncias de Gyeongsang, Jeolla e Chungcheong. :pp. 475–476 Na segunda invasão, as ordens de Hideyoshi foram as seguintes:
Massacrem todos universalmente, sem discriminar entre jovens e velhos, homens e mulheres, clérigos e leigos - soldados de alta patente no campo de batalha, nem é preciso dizer, mas também o povo das colinas, até os mais pobres e mesquinhos - e mande as cabeças para o Japão.
Cento e sessenta mil soldados japoneses foram para a Coréia, onde levaram 185.738 cabeças coreanas e 29.014 chinesas, um total de 214.752. :p. 230 Como algumas podem ter sido descartadas, é impossível enumerar quantos foram mortos no total durante a guerra.

O Mimizuka foi inaugurado em 28 de setembro de 1597. Embora as razões exatas de sua construção não sejam inteiramente conhecidas, os estudiosos afirmam que durante a segunda invasão japonesa da Coréia em 1597, Toyotomi Hideyoshi exigiu que seus comandantes mostrassem recibos de seu valor marcial na destruição, enviando cartas de felicitações a seus guerreiros de alto escalão no campo como prova de seu serviço. Hideyoshi então ordenou que as relíquias fossem sepultadas em um santuário no terreno do Templo Hokoji, e colocou os sacerdotes budistas para trabalhar orando pelo repouso das almas das centenas de milhares de coreanos de cujos corpos eles vieram; um ato que o sacerdote chefe Saishō Jōtai (1548-1608) em um acesso de bajulação saudaria como um sinal da "grande misericórdia e compaixão de Hideyoshi". O santuário era inicialmente conhecido como hanazuka (鼻塚) , monte de narizes, mas várias décadas depois ele viria a ser considerado um nome muito cruel e seria alterado para o mais eufônico, porém impreciso, mimizuka (耳塚) , Monte das Orelhas, o nome impróprio pelo qual é conhecido até hoje. Outras tumbas nasais datadas do mesmo período são encontradas em outras partes do Japão, como em Okayama.

### Efeito nas relações exteriores modernas
O Mimizuka é quase desconhecido do público japonês, ao contrário dos coreanos. O historiador britânico Stephen Turnbull chamou o Mimizuka "...A atração turística menos mencionada e mais frequentemente evitada de Kyoto". Uma placa, que mais tarde foi removida, ficava em frente ao Monte das Orelhas na década de 1960 com a passagem: "Não se pode dizer que cortar narizes era tão atroz para o padrão da época." A maioria dos guias não menciona o Monte das Orelhas, e apenas alguns turistas japoneses ou estrangeiros visitam o local. A maioria dos turistas visitantes é coreana - Os ônibus de turismo coreanos costumam ser vistos estacionados perto do Monte das Orelhas.
Em 1982, nem um único livro escolar japonês mencionava o Monte das Orelhas. Em 1997, o monte era citado em cerca de metade de todos os livros de história do ensino médio, de acordo com Shigeo Shimoyama, funcionário da Jikkyo, uma editora. A editora lançou o primeiro livro didático japonês mencionando o Monte das Orelhas em meados da década de 1980. O Ministério da Educação do Japão na época se opôs à descrição como "muito vívida" e pressionou a editora a reduzir o tom e também a elogiar Hideyoshi por dedicar religiosamente o Monte das Orelhas para armazenar os espíritos das pessoas mortas.

Na década de 1970, sob a administração de Park Chung-hee, alguns dos funcionários do governo sul-coreano pediram ao Japão para demolir o monumento. No entanto, a maioria dos sul-coreanos disse que o monte deveria ficar no Japão como um lembrete da selvageria do passado. A atividade desde a década de 1990 é apropriadamente transmitida assim: :pp. 585–586
Em 1990, um monge budista coreano chamado Pak Sam-jung viajou para Kyoto e, com o apoio de uma organização local privada, concluiu uma cerimônia em frente ao túmulo para confortar os espíritos que ali residiam e guiá-los de volta à Coréia. Nos seis anos seguintes, a organização japonesa que sediou este evento liderou uma campanha para que o próprio Mimizuka fosse enviado para casa, submetendo uma petição com 20 mil assinaturas às autoridades da cidade de Kyoto e prometendo arcar com os custos de escavação do conteúdo da tumba e enviá-los para a Coréia, junto com o monte de terra de nove metros de altura e o pagode de pedra no topo. Quando Pak Sam-jung voltou a Kyoto em 1996, o retorno da tumba parecia iminente. "Esses narizes foram cortados como troféus de guerra para Toyotomi Hideyoshi", anunciou ele ao deixar Seul. "Eles estão lá em Kyoto há quatrocentos anos. Agora é nosso dever vê-los voltar para a Coréia para amenizar a dor das 126.000 pessoas cujos restos mortais estão enterrados lá." No final, a permissão necessária para mover o Mimuzuka não foi concedida pelo governo japonês. Foi decidido que, como bem cultural nacional oficialmente designado, o túmulo deveria permanecer onde estava. Ele permanece em Kyoto até hoje, pouco conhecido e raramente visitado, e não é bem marcado para turistas. Fica a oeste do Museu Nacional de Kyoto e do  Toyokuni Jinja, o santuário xintoísta dedicado a Toyotomi Hideyoshi, que foi deificado como kami após sua morte. O financiamento do governo é insuficiente para cuidar do local, então o trabalho é feito por moradores locais, que se voluntariam para cortar a grama e limpar o terreno.
Em 28 de setembro de 1997, o 400º aniversário do Mimizuka, uma cerimônia foi realizada em homenagem aos mortos, à qual compareceram pessoas de todas as nacionalidades e credos. O atual zelador do Mimizuka em agosto de 2009 é Shimizu Shirou (清水 四郎).